# 加蓬天空航空
加蓬天空航空（Sky Gabon）是一家总部设在利伯维尔的货运航空公司，其运营基地在利伯维尔国际机场。该航空公司在欧盟禁止入境的黑名单上。

## 机队
截止2013年，加蓬天空航空租借了1架福克F27友谊式客机。